# نهر سالسو

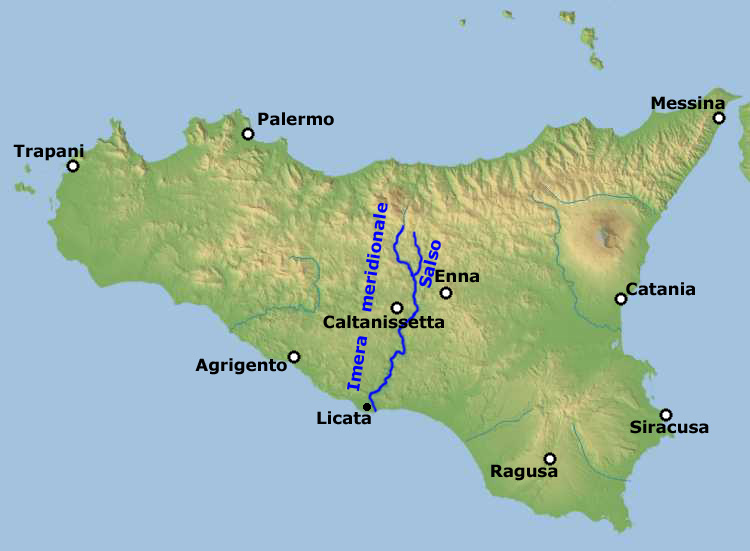
نهر سالسو/إميرا ميريديونالي

نهر سالسو (بالصقلية:Salsu) ويعرف أيضاً باسم إميرا ميريديونالي (باليونانية: Ἱμέρας)؛ (باللاتينية: Himera). هو نهر في صقلية. ينبع النهر من جبال مادوني (باللاتينية: Nebrodes Mons)، (بالصقلية:Munti Madunìi) ويعبر مقاطعات إينا وكالتانيسيتا، حيث يصب في البحر الأبيض المتوسط في الطرف الغربي من خليج جيلا في ميناء ليكاتا، في مقاطعة أغريجنتو.